# Circonscription de Melbourne Ports

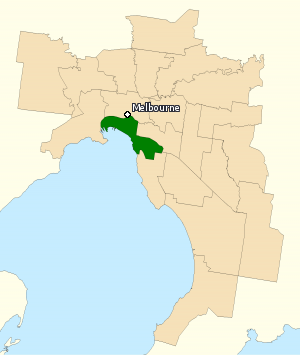
La circonscription de Melbourne Ports (en vert) à Melbourne au Victoria.

La circonscription de Melbourne Ports est une circonscription électorale australienne au sud de Melbourne au Victoria. La circonscription a été créée en 1901 et est l'une des 75 circonscriptions de la première élection fédérale. 
Elle couvre la zone portuaire de Melbourne et les quartiers adjacents à savoir Port Melbourne, South Melbourne, St Kilda, Elwood et Caulfield North.
Depuis 1906, elle était un siège sûr pour le parti travailliste mais en 2007, elle a été conservée de justesse.

## Députés
| Nom           | Parti           | Période de mandat |
| ------------- | --------------- | ----------------- |
| Samuel Mauger | Protectionniste | 1901–1906         |
| James Mathews | Travailliste    | 1906–1931         |
| Jack Holloway | Travailliste    | 1931–1951         |
| Frank Crean   | Travailliste    | 1951–1977         |
| Clyde Holding | Travailliste    | 1977–1998         |
| Michael Danby | Travailliste    | 1998–2019         |